# エンテロキナーゼ
エンテロキナーゼ（英: enterokinase）またはエンテロペプチダーゼとは十二指腸粘膜細胞から分泌されるエンドペプチダーゼの1つ。不活性のトリプシノーゲンに作用してトリプシンを生成する。
エンテロキナーゼはセリンプロテアーゼ（EC 3.4.21.9）である。腸刷子縁膜にエンテロキナーゼを留めておく82–140 kDaの重鎖と触媒サブユニットである35–62 kDaの軽鎖からなり、それぞれジスルフィド結合で繋がっている  エンテロキナーゼはキモトリプシン様セリンプロテアーゼであり、構造的にそれらのタンパク質と類似している。。

## 活性
その名称にもかかわらず、エンテロキナーゼはタンパク質のペプチド結合の加水分解を触媒するセリンプロテアーゼである。エンテロキナーゼはトリプシン様の活性を示し、特定の切断部位（Asp-Asp-Asp-Asp-Lys）のリジンの後ろでタンパク質を切断する。トリプシノーゲンのプロ領域（pro-region）にはこの配列があり、エンテロキナーゼはin vivoでその活性化を触媒する。
trypsinogen → trypsin + pro-region (Val-Asp-Asp-Asp-Asp-Lys)

## 遺伝学
ヒトのエンテロキナーゼは第21染色体のPRSS7遺伝子（ENTKとも呼ばれる）にコードされている。この遺伝子のいくつかのナンセンス突然変異とフレームシフト突然変異によりエンテロキナーゼが欠損すると、変異が起きた幼児に深刻な成長障害の症状を示す稀な劣性の異常を引き起こす。

## 利用
エンテロキナーゼは高い特異性を持つので、生化学で利用する際に理想的なツールとなる。C末端タグ（ポリHisのような）をつけた融合タンパク質にこの配列をつけておくと、エンテロキナーゼで切断でき、タンパク質精製の後で標的タンパク質を得ることができる。あるいは、N末端にプロ配列をもつプロテアーゼでその配列が切断されないと活性化が起こらないような場合に、エンテロキナーゼによって活性化されるように変異させることができる。